# La balada de Narayama
La balada de Narayama (楢山節考: Narayama Bushiko) es un largometraje que ganó la Palma de oro en 1983. Fue dirigido por Shohei Imamura, y en él se da vida a una sociedad campesina, agraria y rudimentaria del Japón de hace apenas uno o dos siglos. 
Esta película de 1983 está basada en la novela homónima, escrita por Shichirō Fukazawa y publicada en 1956, y en su adaptación cinematográfica de 1958, dirigida por Keisuke Kinoshita.

## Sinopsis
Orín, la abuela y más anciana de la casa del árbol, es decir, de la casa de la familia que dirige Tatsue (primogénito de ella), va a cumplir los setenta y está en perfecto estado. Pero para despejar camino, pues se trata de una sociedad donde sobrevive por subsistencia muy apurada, y ayudar de algún modo a su familia decide ir arrancándose ella misma los dientes; ya que según la creencia, los viejos que ya no tienen dientes han de ser dejados en la cima del monte Narayama, pues así lo desea el Dios de la montaña. A Tatsue no le queda otra que, al final, trasladar a su madre al monte, donde esta perecerá. El dilema que se le plantea a Orín es que si no se va, Kesaian -o Tatsue- no podrán tener otro hijo, otra mano fuerte de ayuda en el campo, y la posible complicación de la sucesión hereditaria.

## Breve estudio

### La organización social
La estructura de vínculos familiares, y la comunidad -pueblo- está formada por un conjunto de familias. Se deduce por el film que se trata de un sistema patriarcal, pues son las mujeres las que han de acudir a vivir a casa del esposo. De hecho, el ceremonial de matrimonio apenas existe. Es, más bien, un 'proceso' que comienza cuando Matsuian, de la casa de la lluvia, entra en la casa de Tatsue, la casa del árbol. A partir de aquí se inicia el proceso del matrimonio, que se puede considerar consolidado cuando la pareja tiene un hijo. Se trata también de un sistema patrilineal pues la vía hereditaria pasa de primogénito (masculino) a primogénito (masculino).
La familia de la casa del árbol es esta: Tatsue es el hermano mayor, el cabeza de familia, que se casa con Tamaian tras a muerte de su primera mujer, Takeian -a la que vemos muy enferma. Es él, el hermano mayor, Tatsue, el que manda y toma las decisiones en la familia. Es el heredero del estatus y los bienes materiales -evitándose así la división de tierras. Aunque en la práctica, en esta familia, parece ser su madre, Orín - la abuela. Orín tiene sesenta y nueve años; su marido era Riei y avergonzó a toda su familia al no tener el valor de subir a su madre al monte Narayama, según se narra en el film.

### La organización económica
Se trata de una sociedad agraria, pues aunque se ve cómo pescan truchas, cazan - con escopeta, lo que nos indica que data seguramente sobre el siglo XIX, un periodo medianamente reciente; añádase que solo se ve que cace el primogénito, esto es, Tatsue- liebres, y tienen un escueto repertorio de animales domésticos. Su principal objeto de esfuerzos es el cultivo del arroz y la patata. Debido al momento histórico en que se desarrolla -que como hemos comentado, se trata de apenas dos siglos atrás- podemos aventurarnos a clasificarla de campesina. En cuanto a la fase de producción añadiríamos que todos participan de ella. Todos ayudan y se esfuerzan en sacar adelante los campos y las tareas. Respecto a la fase distributiva se percata en el film que se trata de una sociedad de subsistencia. Todo lo obtenido se distribuye dentro de la misma familia para propio consumo - o casi todo. No hay prácticamente intercambio, tan solo con el vendedor de sal para conseguir esta. El dinero no aparece. El vendedor de sal es el que actúa como celestina y contacto entre los diversos pueblos del valle. Habría de destacarse también el infanticidio y el senecticidio. El infanticidio se da en menor medida. La economía es sumamente ajustada, y una boca más que alimentar resulta inconcebible. El senecticidio, en cambio, está más estructurado y desarrollado, camuflándose entre las faldas de las creencias religiosas que tienen.